# Bilovodî
Bilovodî (în ucraineană Біловоди) este localitatea de reședință a comunei Bilovodî din raionul Sumî, regiunea Sumî, Ucraina.

## Demografie
Componența lingvistică a localității Bilovodî
     Ucraineană (93,44%)
     Rusă (5,94%)
Conform recensământului din 2001, majoritatea populației localității Bilovodî era vorbitoare de ucraineană (93,44%), existând în minoritate și vorbitori de rusă (5,94%).